# 进贤门城楼
进贤门城楼，俗稱「紅亭」，是中国广东省揭阳市的一個标志性建筑，位于揭阳市榕城区环城路，1993年時揭阳市將此城樓公佈為市、县级文物保护单位，屬古建筑类型。
门楼高16.77米，为纯杉木结构。

## 历史
进贤门城楼始建于明天启元年（1621年），“进贤”为“增进贤士”之意。
1993年，揭阳市宣布此塔为古建筑类型的市、县级文物保护单位。
2015年12月10日，进贤门被提升为广东省文物保护单位。
进贤门位于原揭阳古城的东门和北门之间。因为揭阳古城不仅像普通古城一样只有东、南、西、北四门，而是有五个门。多出来的是进贤门，因此并非普通的城门。

### 被毁记录
2023年8月14日，一辆红色轿车因交通事故撞毁了进贤门左侧台阶扶墙，文物主体结构未受影响。

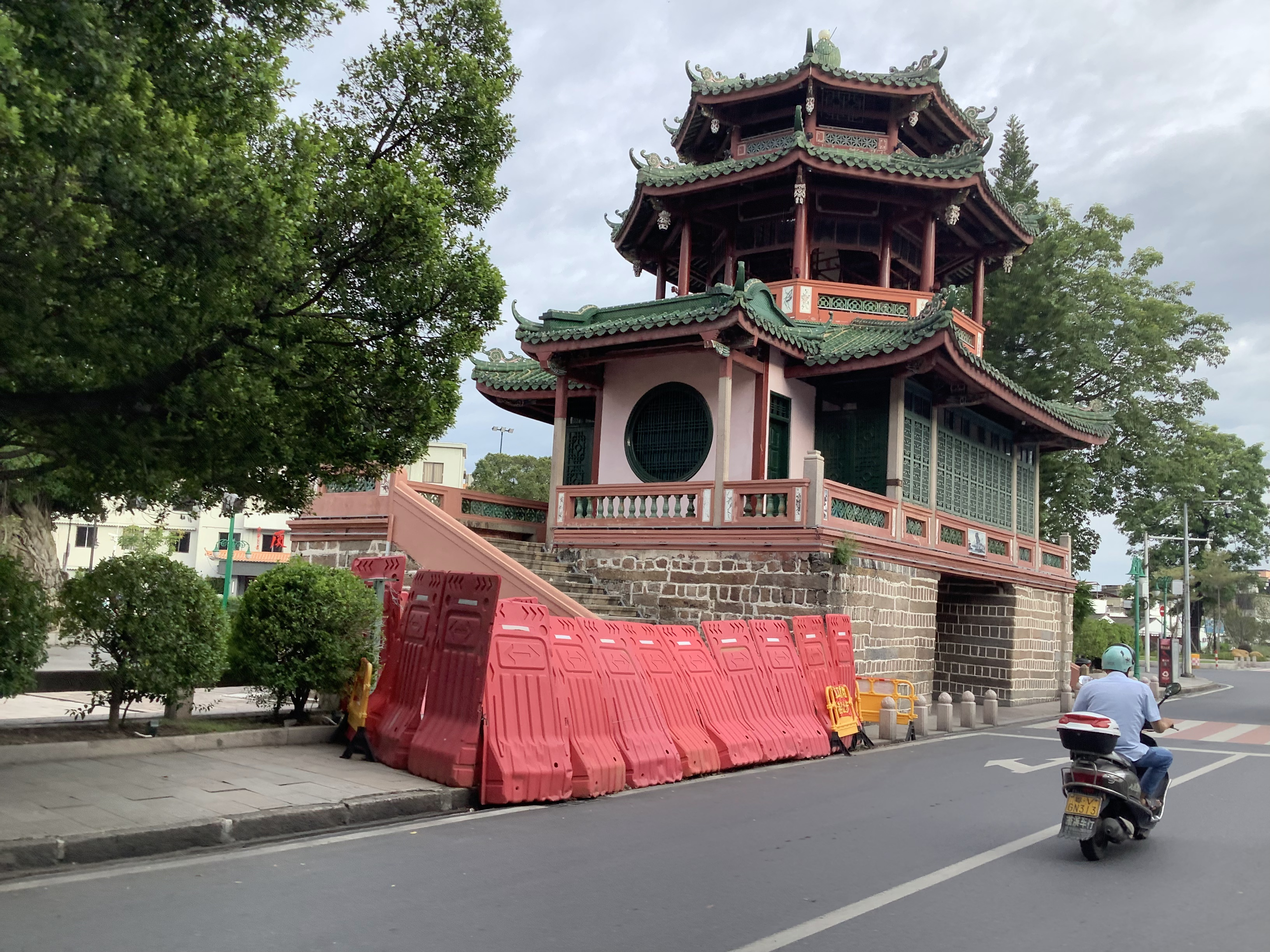
进贤门被撞的扶墙
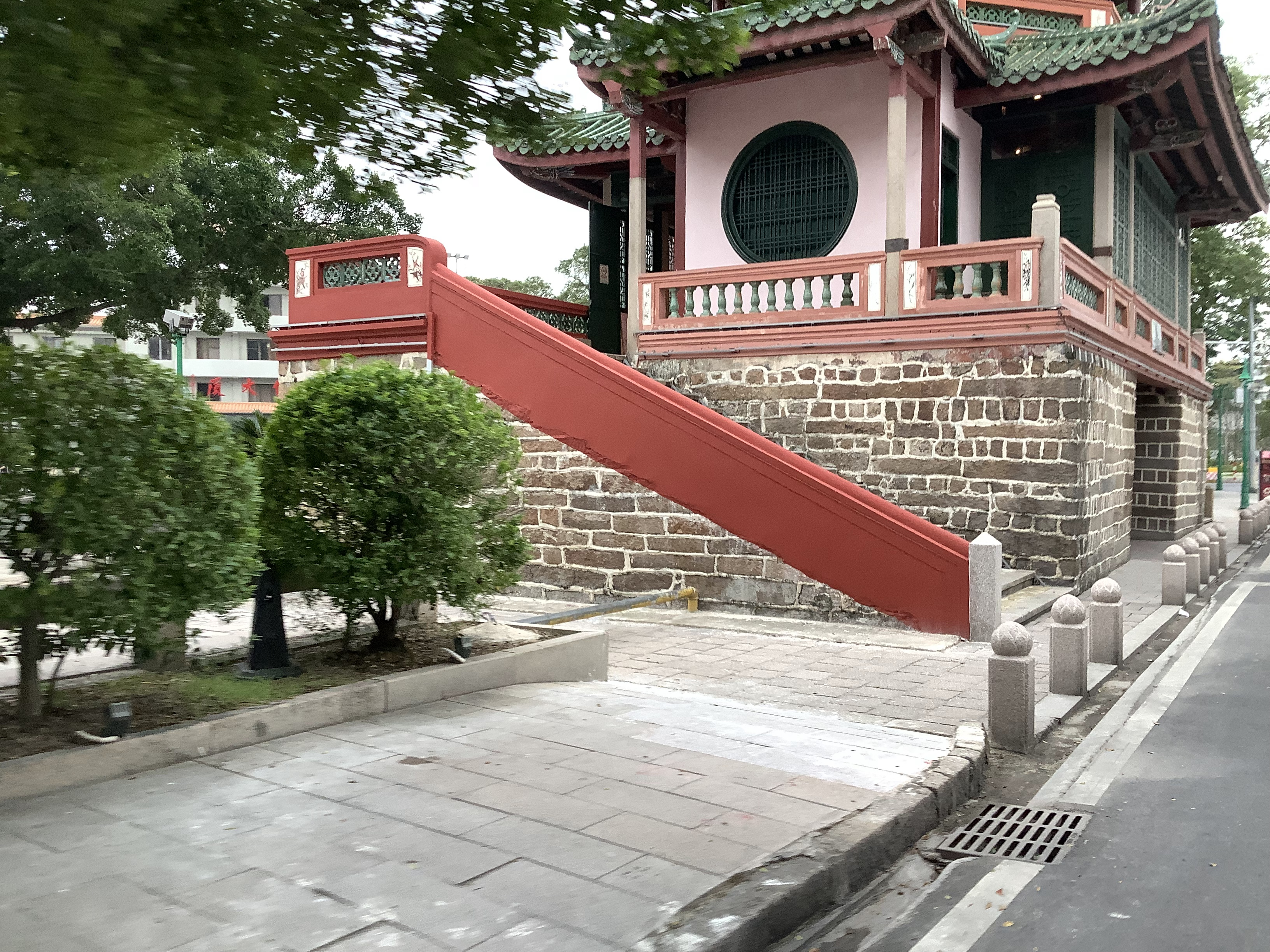
修复后

## 图库

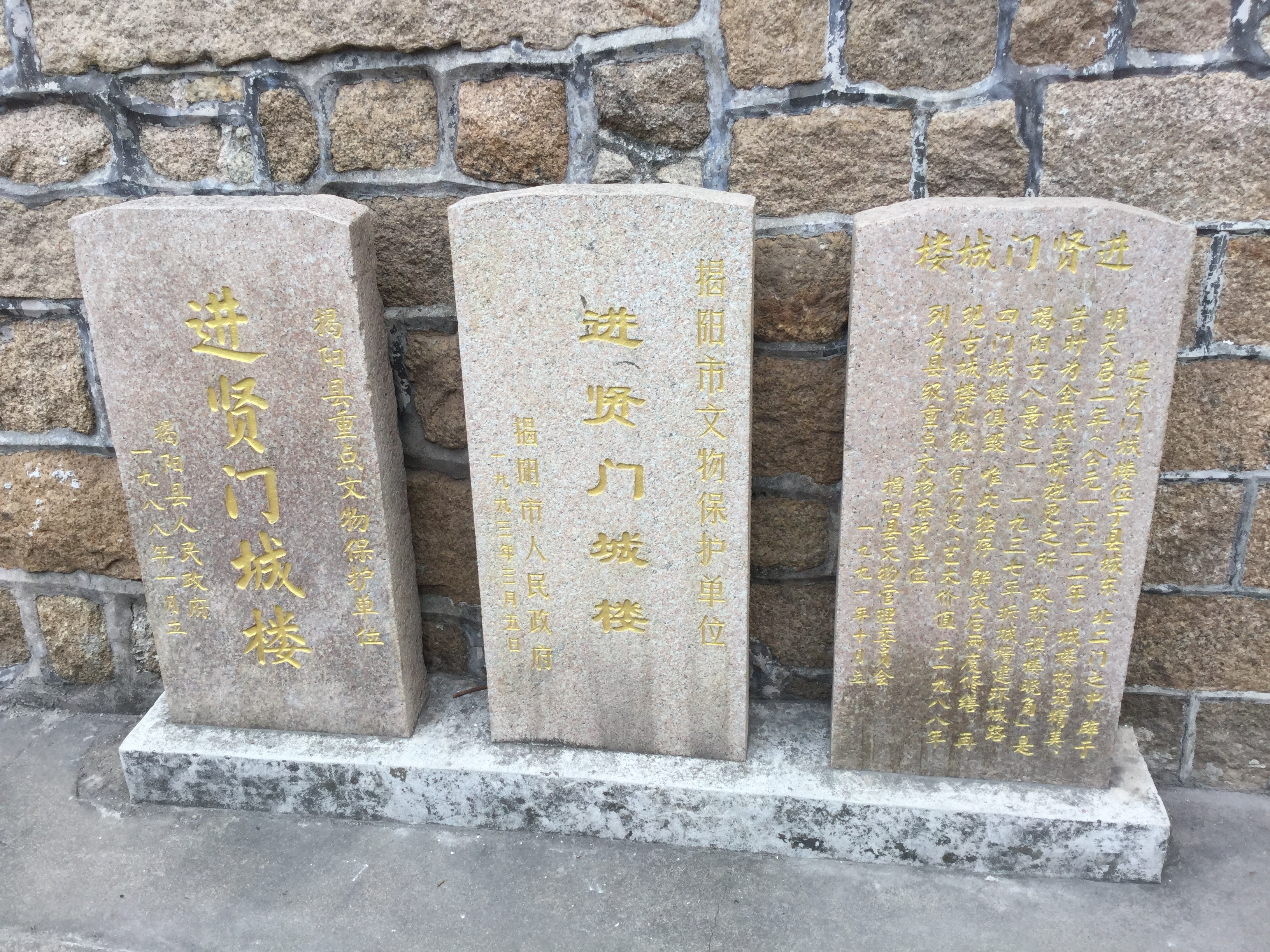
碑记
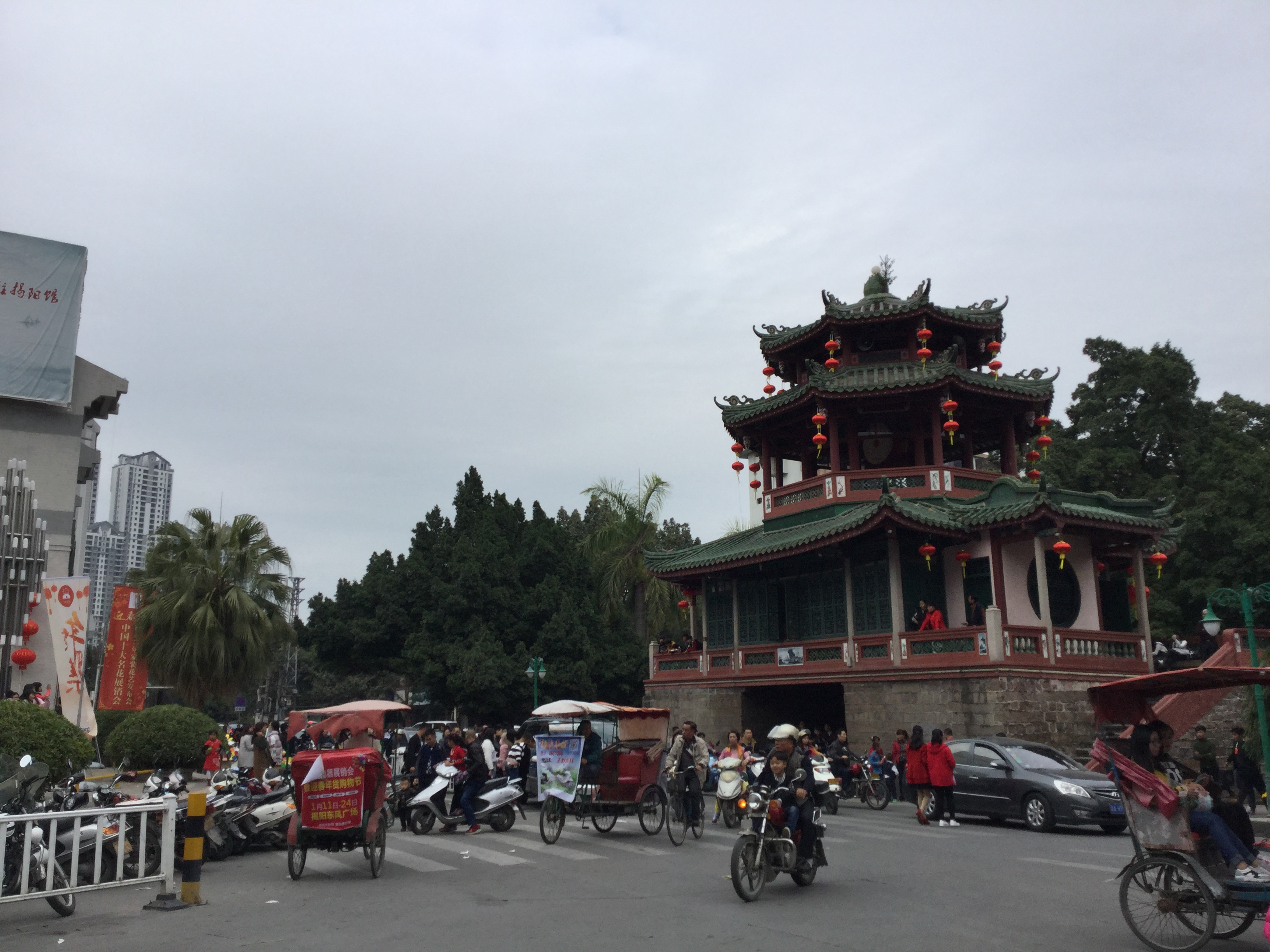
进贤门后面的道路
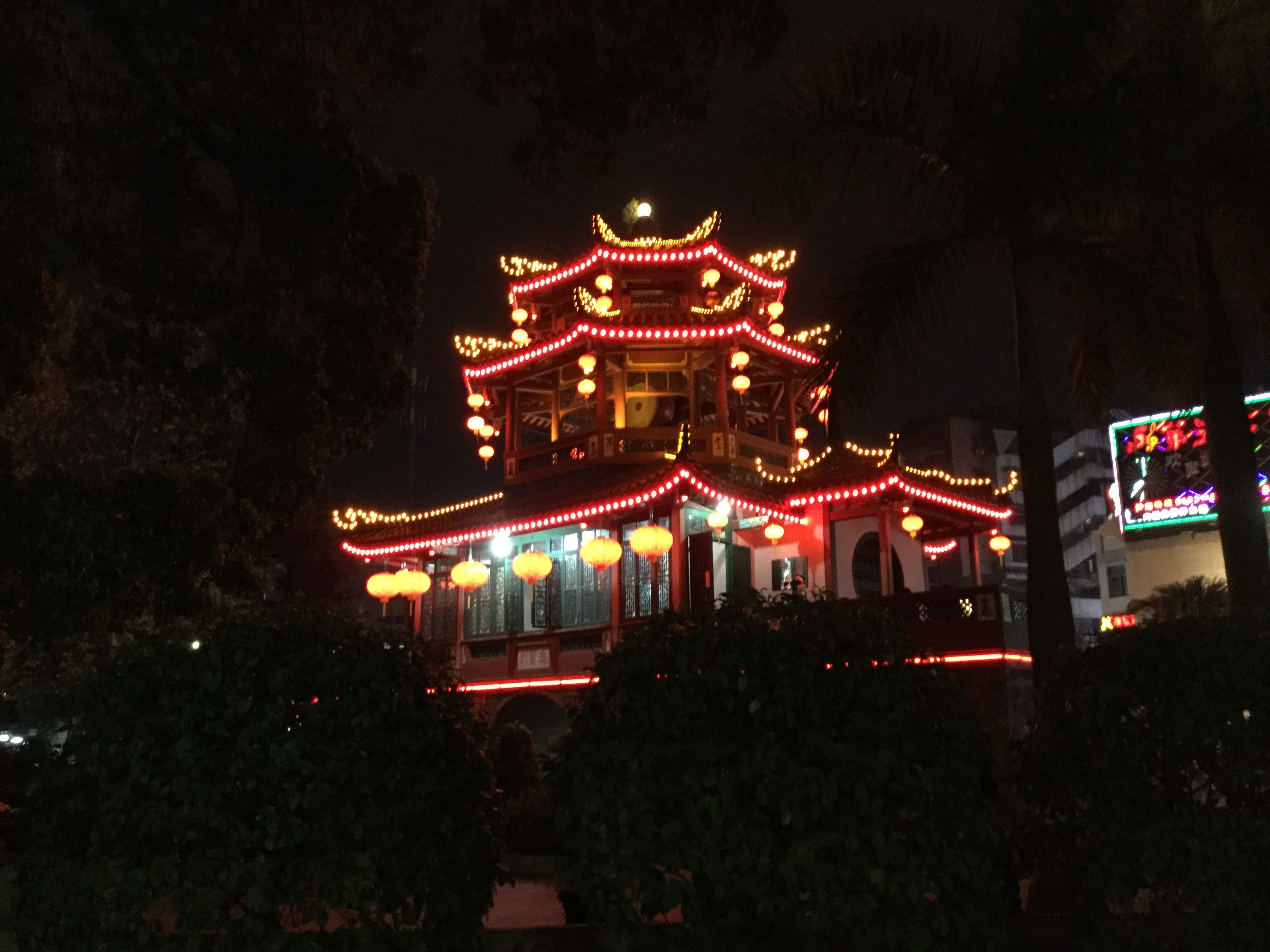
晚上的进贤门